# نادي هوراكان
نادي هوراكان لكرة القدم (بالإسبانية: Huracán Fútbol Club)‏، المعروف عادة باسم هوراكان (بالإسبانية: Huracán)‏ ويسمى أحيانًا باسم هوراكان ديل باسو دي لا أرينا (بالإسبانية: Huracán del Paso de la Arena)‏، هو نادي كرة قدم أوروغواي مقره في مونتيفيديو. تأسس عام 1954.